# Ludwig I. (Wittgenstein)

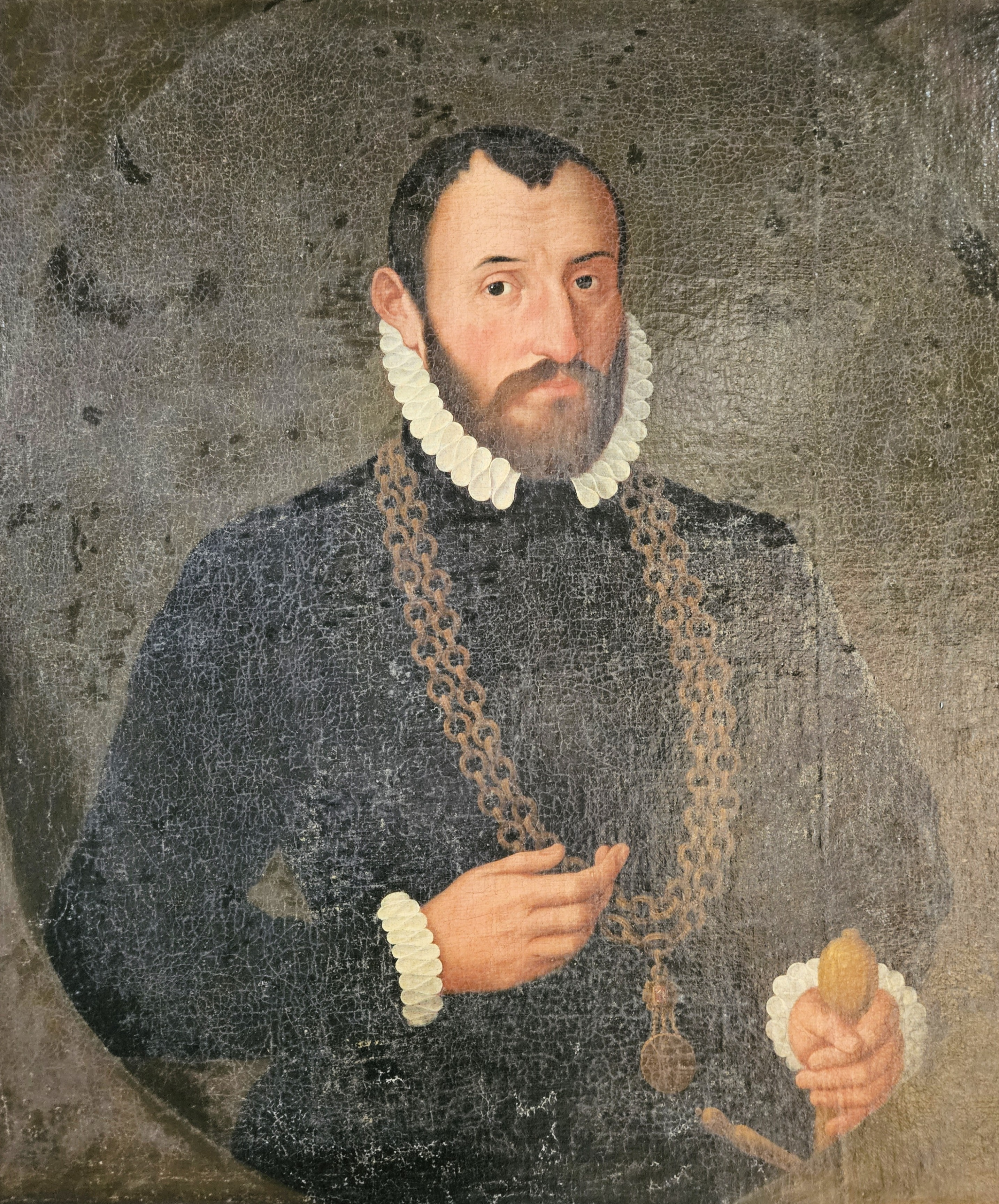
Ludwig I.(der Ältere), Graf von Sayn zu Wittgenstein, Ölporträt, unbek. Maler, ca. 1570, Provenienz: Schloss Berleburg

Ludwig I. (der Ältere), Graf von Sayn zu Wittgenstein (* 7. Dezember 1532 auf Schloss Wittgenstein; † 2. Juli 1605 auf der Reise bei Altenkirchen) regierte ab 1558 die Grafschaft Wittgenstein an den Oberläufen von Lahn und Eder. Er führte in seinem Herrschaftsbereich den Reformierten Glauben ein und war einflussreicher Politiker im Dienste der Kurpfalz.

## Leben
Ludwig war der Sohn von Wilhelm I. Graf von Sayn-Wittgenstein (* 24. August 1488, † 18. April 1570) und der Johanetta von Isenburg-Grenzau (* 1500, † 8. August 1563).
Ludwig war als nachgeborener Sohn eigentlich für eine geistliche Karriere vorgesehen. Die erste Schulbildung erhielt er auf Schloss Wittgenstein durch den Pastor von Weidenhausen. Danach ging er 1543 mit seinen Brüdern zur weiteren Bildung nach Köln und erwarb dort profunde Kenntnisse sowohl in alten wie in lebenden Sprachen. Neben Latein und Griechisch beherrschte er Englisch, Französisch, Italienisch sowie etwas Spanisch. Seit 1545 studierte er zusammen mit zwei Brüdern an den Universitäten von Löwen, Paris und Orléans. Zwischen 1553 und 1556 bereiste er Süd- und Westeuropa (Padua, Malta, Rom, Savoyen, Frankreich, England). Kurze Zeit diente er Papst Pius IV. als Kämmerer. Am 9. August 1555 schrieb er sich als Stiftsherr der Kölner Domkirche (cathd. eccl. Coloniensis canonicus) in Rom in das Bruderschaftsbuch des Collegio Teutonico di Santa Maria dell’Anima ein.
1556 nach Wittgenstein zurückgekehrt, stellte Ludwig fest, dass sein Vater inzwischen eine gemäßigt lutherische Kirchenordnung erlassen hatte. Er selbst beschäftigte sich daraufhin mit der neuen Lehre und schloss sich ihr an. 1558 übernahm er die Regentschaft von seinem in Brüssel verstorbenen älteren Bruder Wilhelm II., der sie 1551 noch zu Lebzeiten ihres betagten Vaters Wilhelm I. angetreten hatte.
Im folgenden Jahr heiratete Ludwig der Ältere auf dem Dillenburger Schloss am 14. August Anna Gräfin von Solms-Braunfels (* 1538, † 1565).
Seine Residenz verlegte das Paar von der väterlichen Höhenburg Schloss Wittgenstein über Laasphe in das ehemalige Jagdschloss im Anschluss an die Stadt Berleburg. Kurze Zeit später begann er auch, ein Tagebuch zu führen. Nach dem Tod seiner ersten Frau heiratete er 1567 in zweiter Ehe Elisabeth Gräfin zu Solms-Laubach (* 6. März 1549, † 1599).
Graf Ludwig der Ältere war ein humanistisch und theologisch hochgebildeter Regent, der in regem geistigen Austausch vor allem mit seinen calvinistisch gesinnten Zeitgenossen stand. Er reiste in die Niederlande und besuchte das Grab von Erasmus von Rotterdam. Er begann einen intensiven Briefwechsel mit verschiedenen Gelehrten seiner Zeit. Als Folge dieser Kontakte begann er sich immer mehr der reformierten Lehre zuzuwenden. Im Jahr 1568 reiste er nach Zürich und kam dort mit zahlreichen Vertretern der Reformierten in Kontakt. Auch hieraus ergab sich ein intensiver Briefkontakt. Korrespondenzpartner waren u. a. Nikolaus Zell, Johannes Pincier, Heinrich Bullinger, Rudolf Gwalther, Theodor Beza und Hieronymus Zanchi.
Zwischen 1574 und 1577 amtierte er als Großhofmeister am reformierten Hof von Kurfürst Friedrich III. in Heidelberg. Von diesem wurde er mit zahlreichen politischen Aufträgen betraut. Auch in Heidelberg trat er in engen Kontakt mit reformierten Theologen und Gelehrten. Nachdem die Pfalz unter Ludwig VI. zum Luthertum zurückgekehrt war, endete sein Dienst dort.
Bei seiner Rückkehr brachte er den Reformator Caspar Olevian mit in seine heimatliche Grafschaft Wittgenstein, wo ab 1578 auch äußerlich das reformierte Bekenntnis durch Abschaffung der Altäre und Bildnisse eingeführt wurde. Bereits in den Jahren 1563 und 1565 wurden reformierte Kirchenordnungen erlassen. Graf Ludwig war eng mit seinem fast gleichaltrigen Nachbarn, dem ebenfalls reformiert gesinnten Grafen Johann VI. von Nassau-Dillenburg (1536–1606) befreundet, seit 1586 sogar eng verwandt. Ludwig von Wittgenstein war mit ihm an der Gründung der Hohen Schule Herborn beteiligt. Er war auch der Förderer des bedeutenden calvinistischen Rechtsgelehrten Johannes Althusius, der an der Hohen Schule lehrte und später Syndicus der Stadt Emden war.
Zwischen 1592 und 1594 amtierte er ein zweites Mal als Großhofmeister in Heidelberg, nachdem dort wieder das reformierte Bekenntnis eingeführt worden war.
Von größter Bedeutung für die Grafschaft Wittgenstein war das auf Ludwig zurückgehende sogenannte Wittgensteiner Landrecht, eine Sammlung von Gesetzen und Rechtsordnungen aus den 1560er und 1570er Jahren, die derart fortschrittlich waren, dass die preußische Regierung sie nach 1816 teilweise als Partikularrecht in Kraft beließ.
Von seinen Tagebüchern sind umfangreiche Teile erhalten geblieben (Fürstliches Archiv Berleburg), von denen nur Auszüge im 19. Jahrhundert gedruckt wurden. Sie stellen eine wichtige Quelle für die Geistes- und Politikgeschichte seiner Zeit dar. Auch der umfangreiche Briefwechsel ist noch nicht vollständig ausgewertet.

### Die Wittgensteiner Teilung 1605
Graf Ludwig der Ältere hatte bereits am 19. Mai 1593 ein Testament errichtet, wonach die Söhne Georg und Wilhelm seine Länder erhalten sollten. Unstreitig war die Erbschaft des ältesten Sohnes Georg bezüglich der Nordgrafschaft mit Schloss Berleburg sowie der Herrschaft Homburg. Weil aber der künftige Erblasser bereits eine Anwartschaft auf die Grafschaft Sayn hatte, verfügte Ludwig der Ältere am 5. Februar 1601 neu: Sein Sohn Wilhelm sollte die Grafschaft Sayn erhalten, der dritte Sohn, Ludwig sollte den Südteil der Grafschaft erhalten, dazu fiel ihm noch die Herrschaft Vallendar zu. Hierbei legte Ludwig der Ältere eine derart genaue Abgrenzung der nördlichen und südlichen Hälfte der Grafschaft Wittgenstein fest, dass es nach seinem Tode zu keinem Streit unter den Söhnen gekommen ist. Weitere Teilungen der Grafschaft Wittgenstein werden gleichzeitig durch Ludwig den Älteren untersagt, da „die weitere Zerteilung der Grafschaft nicht nur den Untertanen zu merklichen Beschwerden, sondern auch der Herrschaft und deren Nachkommen zur Verkleinerung des gräflichen Stammes und Namens gereicht.“ Diese klugen Vorkehrungen gegen eine weitere Zersplitterung waren geeignet, den festen Bestand der Nord- und Südgrafschaft bis zur großen Umwälzung der napoleonischen Zeit zu sichern.
Mit dem Rücktritt des Grafen Ludwig des Älteren trat die Teilung unter die Söhne im Jahre 1603 in Kraft. Dennoch setzten seine drei nun regierenden Söhne am 17. August 1603 einen Vertrag auf, wonach der Vater das Familienoberhaupt bleiben solle. Mit dem Tode des Grafen Ludwig im Jahre 1605 war die Dreiteilung der Macht endgültig besiegelt.

## Nachkommen
Ludwig I. hatte aus seinen beiden Ehen insgesamt zwanzig Kinder, neun Söhne und elf Töchter, von denen aber sieben Kinder bereits in den ersten Lebensjahren verstarben.
Aus seiner ersten Ehe mit Gräfin Anna (* 1538; † 20. Mai 1565), Tochter des Grafen Philipp zu Solms-Braunfels, gingen folgende drei Kinder hervor:
- Johannette von Sayn-Wittgenstein (* 15. Februar 1561; † 13. April 1622), verheiratet 1586 mit Graf Johann VI. von Nassau-Dillenburg (1536–1606)
- Juliane (* 18. September 1562; † 1563)
- Georg V., Graf von Sayn-Wittgenstein-Berleburg (* 30. April 1565; † 16. Dezember 1631), verheiratet (1.) 1596 mit Gräfin Elisabeth von Nassau-Weilburg  (1572–1607) und (2.) 1608 mit Gräfin Maria Anna Juliana von Nassau-Beilstein (1592–1645)

Aus seiner zweiten Ehe mit Gräfin Elisabeth (* 6. März 1549; † 5. August 1599), Tochter des Grafen Friedrich Magnus zu Solms-Laubach, gingen folgende siebzehn Kinder hervor:
- Agnes von Sayn-Wittgenstein (* 18. April 1568; † April 1617), verheiratet 1590 mit Graf Johann Albrecht I. zu Solms-Braunfels (1563–1623), in zweiter Ehe 1625 verheiratet mit Prinz Friedrich Heinrich von Oranien.
- Wilhelm III., Graf von Sayn-Wittgenstein-Hachenburg (* 14. März 1569; † 8. November 1623), verheiratet (1.) 1591 mit Gräfin Anna Elisabeth von Sayn (1572–1608) und (2.) 1609  mit Gräfin Anna Ottilie von Nassau-Weilburg (1582–1635)
- Anna (* 11. Februar 1570; † 1571)
- Ludwig II., Graf von Sayn-Wittgenstein-Wittgenstein (* 15. März 1571; † 1634), verheiratet 1598 mit Gräfin Juliane zu Solms-Braunfels (1578–1630)
- Conrad (* 5. Mai 1572; † 1573)
- Friedrich Magnus (* 15. August 1574; † 1574)
- Magdalene von Sayn-Wittgenstein (* 28. Oktober 1575; † 1634), verheiratet 1619 mit Freiherr Wilhelm von Winneburg († 1637)[7]
- Eberhard (* 1576; † 1576)
- Anna Elisabeth (* 1577; † 1580)
- Philipp (* 1579; † 1580)
- Erika von Sayn-Wittgenstein (* 1580; † 1657)
- Elisabeth von Sayn-Wittgenstein (* 1581; † 1600), verheiratet 1600 mit Maximilian Marschall von Pappenheim (1580–1639)
- Juliane von Sayn-Wittgenstein (* 26. Februar 1583; † 8. Februar 1627), verheiratet 1616 mit Graf Wolfgang Ernst I. von Isenburg-Birstein (1560–1633)
- Gebhard von Sayn-Wittgenstein (* 1584; † 1602)
- Amalie von Sayn-Wittgenstein (* 13. Oktober 1585; † 28. März 1633), verheiratet 1605 mit Graf Georg von Nassau-Dillenburg (1562–1623)
- Bernhard von Sayn-Wittgenstein (* 1587; † 1616)
- Katharina von Sayn-Wittgenstein (* 10. August 1588; † 19. Mai 1651), verheiratet 1615 mit Graf Ludwig Heinrich von Nassau-Dillenburg (1594–1662)